# Myzotrema cyclepti
Myzotrema cyclepti är en plattmaskart. Myzotrema cyclepti ingår i släktet Myzotrema och familjen Dactylogyridae. Inga underarter finns listade i Catalogue of Life.